# Honda HSC
La Honda HSC è una concept car sviluppata dalla casa giapponese Honda nel 2003.

## Sviluppo

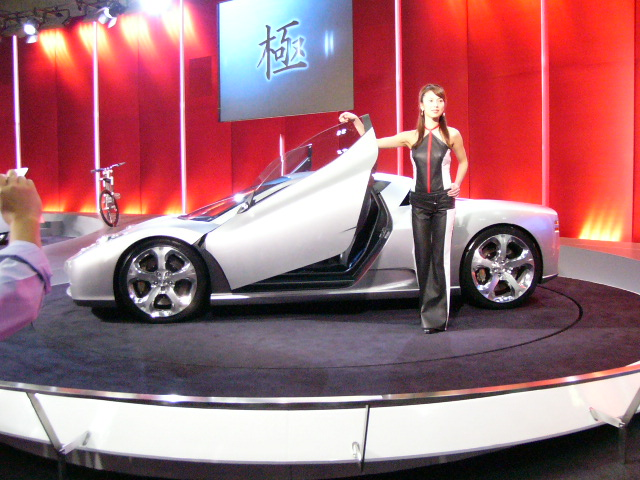
Vista laterale

La HSC, sigla che sta per Honda Sports Concept, si poneva come una rivisitazione in chiave moderna della Honda NSX e proponeva nuove soluzioni per un'eventuale futura nuova autovettura sportiva.

## Tecnica
Il propulsore che equipaggiava il mezzo era un i-VTEC V6 3.5 da 350 cv di potenza gestito da un cambio sequenziale. Posto in posizione centrale, era totalmente in alluminio. Il telaio era realizzato sfruttando la fibra di carbonio. L'impianto di scarico era composto da due terminali cromati centrali. Gli interni erano stati costruiti sfruttando pelle, alluminio e fibra di carbonio. Non erano presenti specchietti retrovisori, in quanto il loro compito veniva assolta da alcune microtelecamere.

## Nei media
La Honda HSC è tra le vetture presenti nel videogioco Gran Turismo 4.